# Carlos Giucci
Carlos Giucci Gallo (Montevideo, 4 de noviembre de 1904 - Ib., 7 de mayo de 1958) fue un compositor, pianista y docente uruguayo.

## Biografía
Su padre, Camilo Giucci, pertenecía a la escuela romana de piano que había sido fundada por Franz Liszt ya entrado éste en su vida sacerdotal. Su madre, Luisa Gallo, era una pianista que se había formado en el Conservatorio de Nápoles con Beniamino Cesi. De ella fue de quien recibiera Carlos Giucci sus primeras lecciones de música. Sus estudios de composición los continuó con Manuel García de la Llera y se perfeccionó en piano con el maestro polaco Ignacio Friedman.
Además de su labor como músico, Carlos Giucci fue uno de los fundadores de la asignatura educación musical en los liceos de educación
secundaria de su país. También ejerció la docencia en el Instituto Normal de Montevideo y en el Instituto de Profesores Artigas.
En 1946 fue contratado junto a Lauro Ayestarán y al profesor Antonio Álvarez Varela para llevar adelante la recientemente creada Sección de Musicología del Museo Histórico Nacional, sección que fue fundada como Departamento adscripto al Museo y que tuvo como objetivos conservar, investigar y divulgar el acervo musical uruguayo.
Como pianista, ofreció recitales en Montevideo y Buenos Aires, siendo él en varias oportunidades quien ejecutara la parte de piano en el estreno de sus obras.

## Obra compositiva
La primera parte de su obra se encuadra dentro de las corrientes nacionalistas. A este periodo pertenecen obras como:
- Candombe para piano. Obra compuesta hacia 1928 en el momento en que la corriente nacionalista se extendía desde el folclore campesino al folclore urbano. La pieza fue estrenada en el Teatro Solís por Benno Moiseivich quien la incorporó a su repertorio al igual que otros pianistas como Arturo Rubinstein[4] y Alejandro Uninsky.
- Yucca-Tatú, preludio de ballet para dos pianos inspirado en la novela Sombras sobre la tierra, de Francisco Espínola que fuera estrenado en 1936 en el Estudio Auditorio del SODRE interpretado por el propio compositor y por Nahyr Pantano Hernández.
- Iglesia en el campo para orquesta.
- Lomas.
- Viento entre los ceibos
- Luz mala, estudio para piano editado en 1932.

Sus obras póstumas, escritas alrededor del año 1950 se apartan de las referencias anecdóticas al folclore musical uruguayo evolucionando hacia un constructivismo de textura contrapuntista. Sus Preludios y Movimientos fugados para piano y para violín solo son ejemplo de ello.